# 10311 Fantin-Latour
10311 Fantin-Latour è un asteroide della fascia principale. Scoperto nel 1990, presenta un'orbita caratterizzata da un semiasse maggiore pari a 2,8591221 UA e da un'eccentricità di 0,0071301, inclinata di 2,72128° rispetto all'eclittica.